# 橋本登代子
橋本 登代子(はしもと とよこ、1955年〈昭和30年〉6月6日 - )は、北海道のフリーアナウンサー。

## 来歴
大分県出身。昭和女子大学短期大学部卒業後、1976年に札幌テレビ放送にアナウンサーとして入社（同期入社のアナウンサーは吉住秀和、林美香子、横田幸子など）。
1988年退社後はフリーアナウンサーとして活動。現在、有限会社ボイスオブサッポロの代表取締役社長で、北海道に関わる各種シンポジウム、フォーラムの司会やコーディネーターを務める。愛称はトンちゃん。
2010年、自身出演の番組を書籍化した「TONちゃんのほっかいどう大好き」（星雲社、ISBN 978-4-434-14041-9）を刊行。

## 出演
- TONちゃんのほっかいどう大好き（2005年- STVラジオ、日曜日 17:15 - 17:30 JST ）

## その他
- さくら幸子探偵事務所[2] - イメージキャラクター（系列のさくら幸子探偵学校では特別講師も務めている[3]。）

## 過去の出演番組
- ワイド90 テレテレ大作戦
- 朝のジュークボックス
- さわやか健康百科
- おもしろワイド午後はおまかせ
- サンデージャンボスペシャル
- アタックヤング
- 9時ですリクエストプラザ（上記番組は全てSTVラジオ）
- ズームイン!!朝! （同期入社の吉住とともにSTV担当キャスター）
- ほっからんど212（NHK札幌放送局）キャスター
- おつまみ大百科（テレビ北海道）
- 子育てらんどアイアイアイ（HBCラジオ）
- EARTH RADIO（HBCラジオ）
- 坂東守のユーガッタ相談室（HBCラジオ）
- ウイークエンドバラエティ 日高晤郎ショー（STVラジオ、2011年10月8日 - 2012年12月『サテスタ歌謡曲』を担当）